# Helena Janeczek
Helena Janeczek (ur. 1964 w Monachium) – włoska pisarka pochodzenia polsko-żydowskiego.

## Życiorys
Jej rodzice pochodzili z Zawiercia (matka urodziła się w Częstochowie) i poznali się w czasie okupacji niemieckiej w zawierciańskim getcie. Ojciec pochodził z tradycyjnej, żydowskiej rodziny mówiącej jidysz, ale rodzice w domu mówili wyłącznie po polsku. Po II wojnie światowej znaleźli się w obozie dla dipisów w Bawarii i postanowili zamieszkać w Niemczech (u ojca zdiagnozowano gruźlicę, co uniemożliwiło mu emigrację do Stanów Zjednoczonych).
W dzieciństwie podróżowała często z rodzicami do Włoch, w związku z czym po ukończeniu szkoły średniej postanowiła tam wyjechać, ponieważ w Niemczech nie czuła się dobrze. Mieszka w lombardzkim Gallarte. Mówi słabo po polsku. W 2021 powiedziała o sobie: po przeczytaniu pierwszego zdania mojego biogramu w Wikipedii trudno powiedzieć kim jestem. Włoska pisarką? Niemiecką labo włosko-niemiecką? Gdzie zatem umieścić polsko-żydowskie dzieciństwo? Definicje to trudna sprawa, ale kogo to obchodzi. Czuję przynależność do wszystkich części mojej historii.

## Powieści
W swojej twórczości czerpie głównie z historii pierwszej połowy XX wieku. Napisała następujące powieści:
- Ins Freie: Gedichte, 1989,
- Lezioni di tenebra, 1997, pol. Lekcje ciemności,
- Cibo, 2002,
- Le rondini di Montecassino, 2010, pol. Jaskółki z Monte Cassino (2018, tłum. Katarzyny Skórskiej),
- Bloody Cow, 2012,
- La ragazza con la Leica, 2017, pol. Fotografka (opowieść o Gerdzie Taro nagrodzona w 2018 literacką Premio Strega, polskie tłumaczenie Katarzyny Skórskiej)[1].